# آناتولی کوس-آناتولسکی
آناتولی کوس-آناتولسکی (انگلیسی: Anatoliy Kos-Anatolsky; ۱۸ نوامبر ۱۹۰۹ – ۳۰ نوامبر ۱۹۸۳) آهنگساز، و سیاستمدار اهل جمهوری دوم لهستان بود.
وی همچنین برندهٔ جوایزی همچون جایزه ملی شوچنکو، نشان پرچم سرخ کار، و نشان لنین شده‌است.